# هاخه‌استین
هاخه‌استین (به هلندی: Hagestein) یک منطقهٔ مسکونی در هلند است که در فیانن واقع شده‌است. هاخه‌استین ۱٬۴۵۲ نفر جمعیت دارد.